# HD ready

Logo HD ready pentru dispozitive care nu sunt 1080p

Logo actual pentru ecranul 1080p

HD ready este un program de certificare introdus în 2005 de EICTA (Asociațiile europene din industria informațiilor, comunicațiilor și tehnologiei electronice de consum), acum DIGITALEUROPE. Rezoluția nativă minimă pregătită HD este de 720 de rânduri în raport pe ecran lat.
În prezent există patru etichete diferite: „HD ready”, „HD TV”, „HD ready 1080p”, „HD TV 1080p”. Logo-urile sunt atribuite echipamentelor de televiziune capabile de anumite funcții.
În Statele Unite, un termen similar „HD Ready” se referă, de regulă, la orice afișaj care este capabil să accepte și să afișeze un semnal de înaltă definiție la 720p, 1080i sau 1080p folosind o componentă video sau o intrare digitală, dar nu are o componentă încorporată -un tuner compatibil HD.

## Legături externe
- HD ready official UK website
- High Definition Television and Logos - EICTA
- EICTA: Broadcast Arhivat în 30 septembrie 2007, la Wayback Machine.
- License agreement and HD Ready 1080p requirements Arhivat în 25 iulie 2011, la Wayback Machine.
- HD Ready 1080p press release Arhivat în 10 octombrie 2010, la Wayback Machine.
- DVDActive article - Are You Ready for HDTV?
- „Learn About High Definition TV - HD "Compatible" or HD-"Ready"?”. Pioneer Electronics. Arhivat din original la 2 ianuarie 2006.